# Bledius assimilis
Bledius assimilis är en skalbaggsart som beskrevs av Thomas Casey 1889. Bledius assimilis ingår i släktet Bledius och familjen kortvingar. Inga underarter finns listade i Catalogue of Life.